# مارك ويلر (لاعب كرة قدم أمريكية)
مارك ويلر (بالإنجليزية: Mark Wheeler)‏ هو لاعب كرة قدم أمريكية أمريكي، ولد في 1 أبريل 1970 في سان ماركوس في الولايات المتحدة.

## وصلات خارجية
- مارك ويلر على موقع مرجع كرة القدم المحترفة.كوم (الإنجليزية)